# نبيل قوشجي
نبيل قوشجي (19 أبريل 1975) دكتور في طب الأسنان، وباحث طبي وأكاديمي، وروائي سوري. وقد ساعدته معرفته الواسعة باللغات في عمله في البحث العلمي واهتمامه اللاحق بالأدب، حيث أنه على دراية جيدة باللغة الإنجليزية والعربية والفلمنكية والإسبانية والألمانية.

## التعليم والوظيفة
بدأ الدكتور نبيل حياته المهنية كطبيب أسنان بعد تخرجه عام 1997 من كلية طب الأسنان في جامعة دمشق. بعد ذلك سعى للحصول على درجة الماجستير في البحوث الطبية والصيدلانية ونالها من جامعة بروكسل من Vrije Universitaite Brussels (VUB)، Faculteit van de Geneeskude en Farmacie قبل أن يحصل في النهاية على درجة الدكتوراه في علوم طب الأسنان من نفس الجامعة في عام 2005. يعمل حاليا أستاذاً في كلية طب الأسنان في جامعة دمشق. وفي العام الدراسي (2016-2017) تم تعيينه كعميد مؤسس لكلية طب الأسنان في جامعة الشام الخاصة.
حصل على جائزة روبرت فرانك (Senior Rober-Frank Award) من الجمعية الدولية لأبحاث طب الأسنان (IADR) عام 2005، عنوان البحث: «الدور المحتمل للخلايا العضلية البشروية في أمراض الغدد اللعابية»، وأشرف منذ ذلك الحين على ثمانية طلاب ماجستير ودكتوراه واحدة في نفس مجال البحث.
في سبتمبر 2017، كان أول من وصف الكيس حول الزرعات "Peri-Implant Cyst" في مقالته: «كيس التهابات سنية التهابية على غرسة عظمية: كيس مزروع» واقترح كياناً طبياً جديداً، ونشره في مجلة مشاكل طب الأسنان والمشاكل الطبية 54 (3): 303-306.(Dental and Medical Problems)

### مناصب تقلدها
- 2019 رئيس الرابطة السورية للتشريح المرضي - نقابة أطباء أسنان سورية
- 2017  أستاذ متفرغ، كلية طب الأسنان، جامعة دمشق
- 2016  عميد مؤسس، كلية طب الأسنان، جامعة الشام الخاصة
- 2012  أستاذ مشارك، كلية طب الأسنان، جامعة دمشق
- 2010  رئيس قسم علم النسج والتشريح المرضي، كلية طب الأسنان، جامعة دمشق، سورية.[3]

## المنشورات الطبية
في مجال البحوث الطبية، في رصيد الدكتور قوشجي عدة عناوين باسمه:
- طب الفم المعاصر: نهج شامل للممارسة السريرية (مؤلف مشارك) 2018
- لقاح انفلونزا الخنازير (باللغة العربية) 2010
- سلسلة الآفات التي تصيب أطباء الأسنان (ثلاثة كتب باللغة العربية) 2009
  - الجزء الأول: الاضطرابات العضلية الهيكلية
  - الجزء الثاني: مكافحة العدوى
  - الجزء الثالث: تأثيرات بيئة عيادة الأسنان
- العناية بصحة الفم عند مريض السرطان 2009
- أنفلونزا الخنازير (باللغة العربية) 2009
- سلسلة علم أمراض الفم لطب الأسنان (سلسلة مع عدد من المؤلفين، باللغة العربية)
  - المجلد الأول: آفات الغشاء المخاطي للفم
    - الجزء الأول: الآفات البيضاء (أبريل 2007)
    - الجزء الثاني: الآفات الحمراء (أغسطس 2007)
    - الجزء الثالث: الآفات التقرحية (أغسطس 2007)
    - الجزء الرابع: الآفات اللمفاوية (أغسطس 2007)
    - الجزء الخامس: الآفات الحويصلية الفقاعية (سبتمبر 2007)
    - الجزء السادس: الآفات الثؤلولية (فبراير 2008)
    - الجزء السابع: الآفات المصطبغة (مارس 2008)
- الأكياس سنية المنشأ، المضاعفات السريرية وتحول الأورام المحتمل. تم تقديم هذه الرسالة للحصول على لقب دكتور في علوم طب الأسنان (PhD)، من جامعة بروكسل 2005 (باللغة الإنجليزية - مترجم ونشر باللغة العربية 2009).
- التعبير عن المستضد النووي المرتبط بتكاثر الخلايا Ki67 في أكياس الفكين، تم تقديم أطروحة الماجستير للحصول على درجة الماجستير في البحوث الطبية والصيدلانية في جامعة بروكسل، بروكسل، بلجيكا. يونيو 2002 (باللغة الإنجليزية).

## أعمال أدبية
كانت روايته الأولى (رحلة إلى المريخ)  أول رواية له (خمس طبعات) ومتوفرة بلغتين من نوع الخيال العلمي. تم نشر روايته الثانية، هذه المرة كانت من نوع البوليسي (أنا أعرف من قتلني) تم نشرها في الشهر الأول عام 2016 (أربعة طبعات). وفي عام 2019 نشر روايته الثالثة (وادي السليكون) وهي من النوع البوليسي والخيال العملي.

## الترجمات
بصرف النظر عن بحوثه الطبية، قام الدكتور قوشجي بإثراء مكتبة الباحث الطبي العربي بترجمة بعض المراجع الرئيسية، والجدير بالذكر منها كتاب: علم النسج الفموية ل تين كيت، الدليل الشرعي السني، الطبعة الثانية (كتاب ثنائي اللغة، الإنجليزية- العربية)، أساسيات Cawson لعلم الأمراض والطب الفم، وكلها في برنامج النشر المشترك مع ناشري ELSEVIER.

## روابط خارجية
- الصفحة الرسمية لرواية رحلة إلى المريخ على فيسبوك.
- مقابلة مع الدكتور قوشجي في مناقشة روايته.
- حفل توقيع الطبعة الثانية من رواية رحلة إلى المريخ
- النص الكامل لمقالة البروفيسور التي تصف لأول مرة على الإطلاق "Peri_implant Cyst"
- حسابه على موقع جود ريدز